# Cabassous
Cabassous es un género de mamíferos cingulados de la familia Chlamyphoridae. El género agrupa a cuatro o cinco especies nativas de América Central y Sudamérica:
- Cabassous centralis (Miller, 1899)
- Cabassous chacoensis Wetzel, 1980
- Cabassous unicinctus (Linnaeus, 1758)
- Cabassous tatouay (Desmarest, 1804)

Una quinta especie fue postulada al elevar la subespecie Cabassous unicinctus squamicaudis a un nivel específico, dada las importantes diferencias morfológicas que presenta con la subespecie típica, lo que también fue corroborado por análisis moleculares.
- Cabassous squamicaudis (Lund, 1845)